# Championnat des Amériques masculin de basket-ball 2007
Navigation
République dominicaine 2005 Porto Rico 2009
Le Championnat des Amériques de basket-ball 2007, ou Tournoi des Amériques 2007, s'est déroulé du 22 août au 2 septembre 2007 à Las Vegas, Nevada (États-Unis).

## Le choix du lieu
Le tournoi devait se dérouler au Venezuela, mais le manquement aux paiements (1,5 million de dollars) ont fait changer ce choix le 31 août 2006. Leur qualification directe pour la compétition a par ailleurs également été annulée.
Plusieurs pays se sont alors déclarés candidat pour l'organisation, dont : les États-Unis, le Chili, l'Argentine et Porto Rico. Respectivement, les premiers nommés avaient organisé le tournoi en 1992, le Chili ne l'avait jamais organisé, c'était en 2001 et 2003 pour les deux derniers.

## Enjeux olympiques
Les deux premiers du tournoi (les deux finalistes) sont qualifiés pour les Jeux olympiques d'été de 2008 à Pékin. Les 3, 4 et 5e seront qualifiés pour le tournoi pré-olympique, tout comme 4 équipes européennes, 2 africaines, 2 asiatiques et 1 océanienne.

## Les groupes
Les 1O équipes sont réparties dans 2 groupes (A et B), de la façon suivante :
| Groupe A   | Groupe B                    |
| ---------- | --------------------------- |
| Argentine  | Brésil                      |
| Mexique    | Canada                      |
| Panama     | États-Unis                  |
| Porto Rico | Îles Vierges des États-Unis |
| Uruguay    | Venezuela                   |

## 1ertour
Les 4 premiers de chaque groupe sont qualifiés pour le 2e tour.
| Groupe A |                            |     |   |   |     |     |      |
|          | Équipe                     | Pts | G | P | PP  | PC  | Diff |
| 1        | Argentine                  | 8   | 4 | 0 | 390 | 319 | +71  |
| 2        | Uruguay                    | 7   | 3 | 1 | 330 | 335 | -5   |
| 3        | Porto Rico (1v. 1d. / +30) | 5   | 1 | 3 | 355 | 379 | -24  |
| 4        | Mexique (1v. 1d. / +6)     | 5   | 1 | 3 | 351 | 336 | +15  |
| 5        | Panama (1v. 1d. / -36)     | 5   | 1 | 3 | 338 | 395 | -57  |
|          |                            |     |   |   |     |     |      |
|          |                            |     |   |   |     |     |      |
|          |                            |     |   |   |     |     |      |

|  | Uruguay    | 88  | 84  | Panama     | (1e) |
|  | Porto Rico | 89  | 100 | Mexique    | (-e) |
|  | Argentine  | 90  | 69  | Uruguay    | (-e) |
|  | Panama     | 67  | 108 | Porto Rico | (-e) |
|  | Mexique    | 90  | 95  | Panama     | (-e) |
|  | Porto Rico | 75  | 87  | Argentine  | (-e) |
|  | Uruguay    | 82  | 79  | Porto Rico | (-e) |
|  | Argentine  | 104 | 83  | Mexique    | (-e) |
|  | Uruguay    | 91  | 82  | Mexique    | (-e) |
|  | Panama     | 92  | 109 | Argentine  | (-e) |

| Groupe B |                          |     |   |   |     |     |      |
|          | Équipe                   | Pts | G | P | PP  | PC  | Diff |
| 1        | États-Unis               | 8   | 4 | 0 | 461 | 267 | +194 |
| 2        | Brésil                   | 7   | 3 | 1 | 345 | 344 | +1   |
| 3        | Canada                   | 6   | 2 | 2 | 303 | 344 | -41  |
| 4        | Venezuela                | 5   | 1 | 3 | 317 | 383 | -66  |
| 5        | Îles Vierges américaines | 4   | 0 | 4 | 321 | 409 | -88  |
|          |                          |     |   |   |     |     |      |
|          |                          |     |   |   |     |     |      |
|          |                          |     |   |   |     |     |      |

|  | Canada                      | 67  | 75  | Brésil                      | (1e) |
|  | États-Unis                  | 112 | 69  | Venezuela                   | (-e) |
|  | Venezuela                   | 73  | 80  | Canada                      | (-e) |
|  | Îles Vierges des États-Unis | 59  | 123 | États-Unis                  | (-e) |
|  | Canada                      | 93  | 83  | Îles Vierges des États-Unis | (-e) |
|  | Brésil                      | 101 | 75  | Venezuela                   | (-e) |
|  | États-Unis                  | 113 | 63  | Canada                      | (-e) |
|  | Îles Vierges des États-Unis | 89  | 93  | Brésil                      | (-e) |
|  | Venezuela                   | 100 | 90  | Brésil                      | (-e) |
|  | Brésil                      | 76  | 113 | États-Unis                  | (-e) |

Légende : Pts : nombre de points (la victoire vaut 2 points, la défaite 1), G : nombre de matches gagnés, P : nombre de matches perdus, PP : nombre de points marqués, PC : nombre de points encaissés, Diff. : différence de points, en vert et gras les équipes qualifiées, en italique celles éliminées.

## 2etour
Les résultats du 1er tour comptent pour le 2e, sauf les matchs contre les deux équipes éliminées. Les 4 premières équipes sont qualifiés pour la phase finale.
| Groupe X |                      |     |   |   |     |     |      |
|          | Équipe               | Pts | G | P | PP  | PC  | Diff |
| 1        | États-Unis           | 14  | 7 | 0 | 791 | 541 | +250 |
| 2        | Argentine            | 13  | 6 | 1 | 626 | 530 | +96  |
| 3        | Brésil               | 11  | 4 | 3 | 606 | 590 | +16  |
| 4        | Porto Rico (1v. 0d.) | 10  | 3 | 4 | 582 | 590 | -8   |
| 5        | Canada (0v. 1d.)     | 10  | 3 | 4 | 538 | 586 | -48  |
| 6        | Uruguay (1v. 0d.)    | 9   | 2 | 5 | 550 | 648 | -98  |
| 7        | Mexique (0v. 1d.)    | 9   | 2 | 5 | 636 | 703 | -67  |
| 8        | Venezuela            | 7   | 1 | 6 | 431 | 562 | -131 |
|          |                      |     |   |   |     |     |      |
|          |                      |     |   |   |     |     |      |
|          |                      |     |   |   |     |     |      |
|          |                      |     |   |   |     |     |      |

|  | Uruguay    | 88  | 95  | Canada     | (1e) |
|  | Argentine  | 98  | 63  | Venezuela  | (-e) |
|  | Brésil     | 75  | 97  | Porto Rico | (-e) |
|  | États-Unis | 127 | 100 | Mexique    | (-e) |
|  | Venezuela  | 88  | 79  | Uruguay    | (-e) |
|  | Canada     | 70  | 85  | Argentine  | (-e) |
|  | Mexique    | 90  | 104 | Brésil     | (-e) |
|  | Porto Rico | 78  | 117 | États-Unis | (-e) |
|  | Canada     | 97  | 80  | Mexique    | (-e) |
|  | Venezuela  | 63  | 92  | Porto Rico | (-e) |
|  | Argentine  | 86  | 79  | Brésil     | (-e) |
|  | Uruguay    | 79  | 118 | États-Unis | (-e) |
|  | Mexique    | 101 | 91  | Venezuela  | (-e) |
|  | Brésil     | 96  | 62  | Uruguay    | (-e) |
|  | Porto Rico | 72  | 66  | Canada     | (-e) |
|  | États-Unis | 91  | 76  | Argentine  | (-e) |

Légende : Pts : nombre de points (la victoire vaut 2 points, la défaite 1), G : nombre de matches gagnés, P : nombre de matches perdus, PP : nombre de points marqués, PC : nombre de points encaissés, Diff. : différence de points, en vert et gras les équipes qualifiées, en italique celles éliminées.

## Phase finale
|  | Demi-finales | Demi-finales |                        |     | Finale | Finale |
|  | Demi-finales | Demi-finales |                        |     | Finale | Finale |
|  |              |              |                        |     |        |        |
|  |              |              |                        |     |        |        |
|  |              |              |                        |     |        |        |
|  | États-Unis   | 135          |                        |     |        |        |
|  | États-Unis   | 135          |                        |     |        |        |
|  | Porto Rico   | 91           |                        |     |        |        |
|  | Porto Rico   | 91           | États-Unis             | 118 |        |        |
|  |              |              | États-Unis             | 118 |        |        |
|  |              | Argentine    | 81                     |     |        |        |
|  | Argentine    | Argentine    | 81                     | 91  |        |        |
|  | Argentine    |              |                        | 91  |        |        |
|  | Brésil       | 80           |                        |     |        |        |
|  | Brésil       | 80           | Match pour la 3e place |     |        |        |
|  |              |              |                        |     |        |        |
|  |              |              |                        |     |        |        |
|  |              |              |                        |     |        |        |
|  | Porto Rico   | 111          |                        |     |        |        |
|  | Porto Rico   | 111          |                        |     |        |        |
|  | Brésil       | 107          |                        |     |        |        |
|  | Brésil       | 107          |                        |     |        |        |

## Classement final
| Place                  | Équipe                      | Vict.-Déf. |           |
| Vainqueur              | Vainqueur                   | Vainqueur  | Vainqueur |
| ---------------------- | --------------------------- | ---------- | --------- |
| 1                      | États-Unis                  | 10-0       |           |
| Échec en finale        |                             |            |           |
| 2                      | Argentine                   | 8-2        |           |
| Échec en demi-finales  |                             |            |           |
| 3                      | Porto Rico                  | 5-5        |           |
| 4                      | Brésil                      | 5-5        |           |
| Échec au deuxième tour |                             |            |           |
| 5                      | Canada                      | 3-4        |           |
| 6                      | Uruguay                     | 2-5        |           |
| 7                      | Mexique                     | 2-5        |           |
| 8                      | Venezuela                   | 1-6        |           |
| Échec au premier tour  |                             |            |           |
| 9                      | Panama                      | 1-3        |           |
| 10                     | Îles Vierges des États-Unis | 0-4        |           |